# 公共福利金計劃
《公共福利金計劃》前稱《傷殘老弱津貼計劃》，是香港政府對長者及傷殘人士的一項社會保障制度，由社會福利署社會保障部負責處理申請。這個制度是透過每月提供現金津貼，協助嚴重殘疾或年齡在65歲或以上的香港居民應付日常需要。這項計劃包括普通及高額傷殘津貼、高齡津貼（俗稱「生果金」）（包括廣東計劃及福建計劃）、普通及高額長者生活津貼（俗稱「特惠生果金」）（包括廣東計劃及福建計劃）。申請以上津貼的人士必須符合特定的資格，包括居港規定、並非在囚人士、領取津貼期間仍然在廣東省（廣東計劃）／福建省（福建計劃）／香港（其他津貼）居住最少60天等。另外，申請長者生活津貼的長者，要經過經濟狀況調查。

## 外部連結
- 香港社會福利署　公共福利金計劃（页面存档备份，存于）